# BAD MODE (歌曲)
BAD MODE（日语： Baddomōdo */?）是日本創作歌手宇多田光第八張原創專輯《BAD MODE》的同名宣傳單曲，於2022年1月19日由日本索尼音樂娛樂旗下廠牌史詩唱片發行。歌曲由宇多田光與喬迪·米利納共同創作，並由宇多田跟森·謝帕德共同製作。
這是一首帶有的士高元素的城市流行歌曲，主題為「嘗試想出自己能夠如何支持身邊好友、家人以及伴侶，並希望從他們身上得到甚麼支持」，宇多田亦在歌詞加入Netflix以及Uber Eats等充滿生活感的專有名詞。歌曲的音樂錄影帶由導演喬·康納拍攝，概念設定為宇多田光於在一個象徵永恆的空間裏無盡地等待着，並加入淹水的場景。
BAD MODE於發行前後獲得樂評家的好評，包括讚賞宇多田充滿柔情的聲樂，以及認為歌詞在寫實的同時顯得精緻與華麗。歌曲發行後空降日本Oricon公信榜跟日本《告示牌》下載榜第12位，並成為台灣HITO日亞排行榜冠軍單曲。宇多田亦在預先錄影的付費串流演唱會「Hikaru Utada Live Sessions from Air Studios」以及NHK綜合頻道的《Live Yell 2022 ～邁向明日的一步～》演唱歌曲。

## 背景與製作
BAD MODE由宇多田光與喬迪·米利納共同創作，並由宇多田跟森·謝帕德共同製作。宇多田認為近兩三年（嚴重特殊傳染性肺炎肆虐的時期）對大眾而來是相對艱難的時候，而自己在這段時間最重視的則是跟身邊重要的人互相扶持。因此她認為即使身處難過失落的狀態，也不要覺得這就是件壞事，因為這樣反而會令自己更加陷入低潮。同樣地她亦希望能夠支持身邊狀態不佳的人，因此將自己平常在家裡如何鼓勵他們的做法創作成歌曲BAD MODE。
宇多田以城市流行風格的方向創作歌曲，希望挑戰以往未曾嘗試的曲風。音樂製作人森·謝帕德跟宇多田擁有共同的朋友，因此她向謝帕德提出合作的請求，並獲對方爽快答應。宇多田將自己製作過的樣本歌曲帶去錄音室跟謝帕德共同製作，為謝帕德首次以這種模式進行製作。宇多田在共同製作的過程中向謝帕德提出自己的要求跟想法，並倚靠對方的精湛的製作技巧協助將歌曲製作的更加出色。
在歌曲進行錄音當日，宇多田的兒子剛好來到錄音室。由於她的兒子最近正在學習演奏小提琴，因此在場的樂隊成員建議在歌曲中加入由他演奏的部分。最終她的兒子於歌曲的中段以小提琴演奏了一部分，並在製作名單中以「藝人之子」（The Artist's Son）署名。

## 詞曲
BAD MODE是一首帶有的士高元素的城市流行歌曲，並以電子音樂為基礎將現代音樂跟爵士樂等不同風格揉合在一起。歌曲全長5分3秒，以F大調創作，每分鐘達117拍。歌曲的前半部分主要以電子音效、環境聲音以及弦樂等聲音為主，在中段的間奏後加入了鼓、電貝斯以及銅管樂器等不同聲音，呈現出截然不同的質感。歌曲亦被認為帶有史提利·丹歌曲的感覺。
歌曲的名稱代表的意思為「有點失落的時候」，歌曲的主題為「嘗試想出自己能夠如何支持身邊好友、家人以及伴侶，並希望從他們身上得到甚麼支持」。歌詞亦加入了Netflix以及Uber Eats等充滿生活感的專有名詞，並反映出人類的多樣性。宇多田於歌曲中以宛如在身邊說話的親密聲樂演唱，並加入類似嘆息的輕柔假音。

## 專業評價
《Pitchfork》的約書亞·敏秀·金認為BAD MODE裡存在著溫和的能量，而這則跟歌曲主題「體貼友好的關切」非常切合，並讓他想起宇多田早期的歌曲Automatic。《Rockin' On》的杉浦美惠讚賞從歌曲的清新感覺中進一步感覺到宇多田黃金時期的來臨，並指她躍動般的歌聲將聽眾輕柔包圍著，充滿讓他們從「BAD MODE」中解放出來的柔情。
TOKION的Tsuya Chan認為以寫實歌詞為主題的BAD MODE雖然充滿著世間上的專有名詞，但卻有一種壓倒性的精緻與華麗的感覺。PopMatters的彼得·皮亞特科夫斯基認為歌曲讓聽眾回想起千禧年時轟炸著每個人汽車收音機的美妙夏日舞曲。他亦認為製作人謝帕德於歌曲的爵士製作是在致敬吉米·吉姆與特里·李維斯。

## 商業成績
在日本《告示牌》，歌曲於發行首週空降百大單曲榜第26位，並同時空降歌曲串流排行榜第59位，以及歌曲下載榜第12位。
在Oricon公信榜，BAD MODE於發行首週以4,172首下載量空降下載榜第12位。在台灣HITO日亞排行榜，歌曲發行後登上榜單的冠軍位置。

## 音樂錄影帶
BAD MODE的音樂錄影帶由曾拍攝森·史密夫禱告跟酷玩樂隊燦爛永恆音樂錄影帶的導演喬·康納拍攝。康納表示聽過這首歌曲後感覺到某個人在無盡地等待，或許是在等待某人抑或是在等待即將發生的某事，因此他決定把錄影帶的概念設定為宇多田光於在一個象徵永恆的空間裡無盡地等待著。
錄影帶所出現的水代表著當被困在這種隱喻空間時所滿溢出來的情緒，由於無法確定下一步該怎麼做、無法確定自己當下的感受，因此唯一能做的就只有學會如何在洪水中舞蹈。康納指錄影帶中淹水的場景極具挑戰性，製作團隊需要在巨大的水槽裡放置伸縮平台搭建佈景，然後在中途將佈景放入水中，因此這是需要大量技術和努力的工程。他亦在錄影帶的前半段嘗試誤導觀眾，讓淹水的場景成為一個驚喜。 
2022年1月11日，宇多田的官方YouTube公開了錄影帶的短版片段，其後在1月19日公開完整錄影帶。截至2022年8月，錄影帶已經錄得超過600萬次播放量。錄影帶亦收錄在歌曲同名專輯初回生產限定盤附贈的DVD以及藍光影碟中。

## 現場表演
2022年1月19日，宇多田光在預先錄影的付費串流演唱會「Hikaru Utada Live Sessions from Air Studios」上首次現場表演BAD MODE。同年8月6日，宇多田登上NHK綜合頻道的《Live Yell 2022 ～邁向明日的一步～》演唱歌曲，為她相隔四年以來再次亮相該台的節目。

## 製作名單
資料來自e-onkyo的新聞稿。
- 宇多田光 – 詞曲創作、製作、聲樂錄製、全聲樂、鍵盤、編程、鋼琴
- 喬迪·米利納 – 詞曲創作、電貝斯
- 森·謝帕德（英语：Floating Points） – 製作、鍵盤、編程、羅茲電鋼琴
- 班·帕克 – 結他
- 萊奧·泰勒 – 鼓
- 威爾·弗萊 – 打擊樂器
- 弗雷迪·加維塔 – 小號
- 藝人之子 – 小提琴
- 史特夫·菲茲莫賴奇（英语：Steve Fitzmaurice） – 錄製（RAK錄音室）、混音（皮爾斯之房）
- 齊藤裕也 – 聲樂音軌編輯（ABS錄音室）

## 銷售榜單
| 週榜單（2022年）                 | 最高 位置 |
| -------------------------------- | --------- |
| 日本（Oricon單曲下載排行榜）     | 12        |
| 日本（《告示牌》百大單曲榜）     | 26        |
| 日本（《告示牌》歌曲下載排行榜） | 12        |
| 日本（《告示牌》歌曲串流排行榜） | 59        |
| 台灣（HITO日亞排行榜）           | 1         |

## 資料來源
1. 1 2  . e-onkyo. 2022-01-19  [2022-01-25]. （原始内容存档于2022-01-19） （日语）.
2. 1 2 3 4 5 6  . Spotify. 2022-01-24  [2022-01-25]. （原始内容存档于2022-01-31） （英语）.
3. 1 2 3 4 5  , . . Kompass. 2022-01-24  [2022-01-28]. （原始内容存档于2022-01-26） （日语）.
4. 1 2  . Spotify. 2022-01-24  [2022-01-25]. （原始内容存档于2022-01-31） （日语）.
5. 1 2  Kim, Joshua, Minsoo. . Pitchfork. 2022-02-15  [2022-02-22]. （原始内容存档于2022-03-11） （英语）.
6. ↑  . Tunebat.   [2022-01-19] （英语）.
7. ↑  imdkm. . Real Sound. 2022-03-04  [2022-03-14]. （原始内容存档于2022-03-31） （日语）.
8. ↑  トムシー. . Cyzo Culture Press. 2022-02-23  [2022-03-04]. （原始内容存档于2022-04-10） （日语）.
9. ↑  鄧, 琦. . KKBOX. 2022-02-28  [2022-03-05]. （原始内容存档于2022-03-31） （日语）.
10. ↑  Russell, Erica. . MTV. 2022-01-19  [2022-02-05]. （原始内容存档于2022-04-09） （英语）.
11. ↑  , . . OK Music. 2022-02-09  [2022-02-19]. （原始内容存档于2022-03-26） （日语）.
12. ↑  , . . KKBOX. 2022-01-28  [2022-02-14]. （原始内容存档于2022-01-28） （日语）.
13. ↑  , . . Rockin' On. 2022-02-20  [2022-02-28]. （原始内容存档于2022-03-05） （日语）.
14. ↑  つやちゃん. . Tokion. 2022-02-22  [2022-02-28]. （原始内容存档于2022-03-02） （日语）.
15. 1 2  Piatkowski, Peter. . PopMatters. 2022-02-17  [2022-02-22]. （原始内容存档于2022-02-04） （英语）.
16. 1 2  . Billboard JAPAN. 2021-06-09  [2021-08-10]. （原始内容存档于2022-01-26） （日语）.
17. 1 2  . Billboard JAPAN. 2022-01-26  [2022-01-30]. （原始内容存档于2022-03-02） （日语）.
18. 1 2  . Billboard JAPAN. 2022-01-26  [2022-01-30]. （原始内容存档于2022-01-27） （日语）.
19. 1 2  . Oricon. 2022-01-26  [2022-01-31]. （原始内容存档于2022-01-26） （日语）.
20. 1 2  . HITO日亞排行榜.   [2022-02-04]. （原始内容存档于2022-02-04） （中文（臺灣））.
21. 1 2 3  . Oricon. 2022-01-11  [2022-01-12]. （原始内容存档于2022-03-31） （日语）.
22. 1 2 3 4  . Japaholic. 2022-01-21  [2022-01-23] （中文（臺灣））.
23. ↑  . Tower Records. 2022-01-20  [2022-01-21]. （原始内容存档于2022-01-21） （日语）.
24. ↑  . Hikaru Utada於YouTube. 2022-01-19  [2022-08-13]. （原始内容存档于2022-05-07） （日语）.
25. ↑  . . Real Sound. 2022-01-20  [2022-01-23]. （原始内容存档于2022-01-20） （日语）.
26. ↑  . . 2022-08-04  [2022-08-13]. （原始内容存档于2022-08-22） （日语）.